# 大府体育センター
大府体育センター（おおぶたいいくセンター）は、愛知県大府市にある屋内競技場。

## 施設
- 競技場
- 器具庫
- 更衣シャワー室

など

## 可能な種目
- バスケットボール
- バレーボール
- バドミントン
- 剣道
- 卓球

など

## 周辺施設
- 大府市営グラウンド
- 大府市立大府西中学校
- おおぶ文化交流の杜